# Rothsee (Hardtbach)
Rothsee bezeichnet ein natürliches Gewässer in der Gemeinde Weilheim in Oberbayern in der Nähe des gleichnamigen benachbarten Gemeindeteils von Eberfing. Der See bildet mit der Mitterlache, dem Haarsee und dem Weiher Gumpenau eine Kette von Seen im Eberfinger Drumlinfeld. Er bildet gleichzeitig die Quelle des Hardtbachs.
Nach dem See ist das Gut Rothsee oberhalb benannt. Es wurde als Schwaige des Klosters Polling erstmals im Jahr 1349 erwähnt.